# Kyndby Sogn
Kyndby Sogn er et sogn i Frederikssund Provsti (Helsingør Stift).
I 1800-tallet var Krogstrup Sogn anneks til Kyndby Sogn. Begge sogne hørte til Horns Herred (Sjælland) i Frederiksborg Amt. Kyndby-Krogstrup sognekommune blev ved kommunalreformen i 1970 indlemmet i Jægerspris Kommune, der ved strukturreformen i 2007 indgik i Frederikssund Kommune.
I Kyndby Sogn ligger Kyndby Kirke.
I sognet findes følgende autoriserede stednavne:
- Jungedal (bebyggelse)
- Kyndby (bebyggelse)
- Kyndby By (bebyggelse, ejerlav)
- Skarndal (bebyggelse)
- Strandhuse (bebyggelse)